# Számmisztika

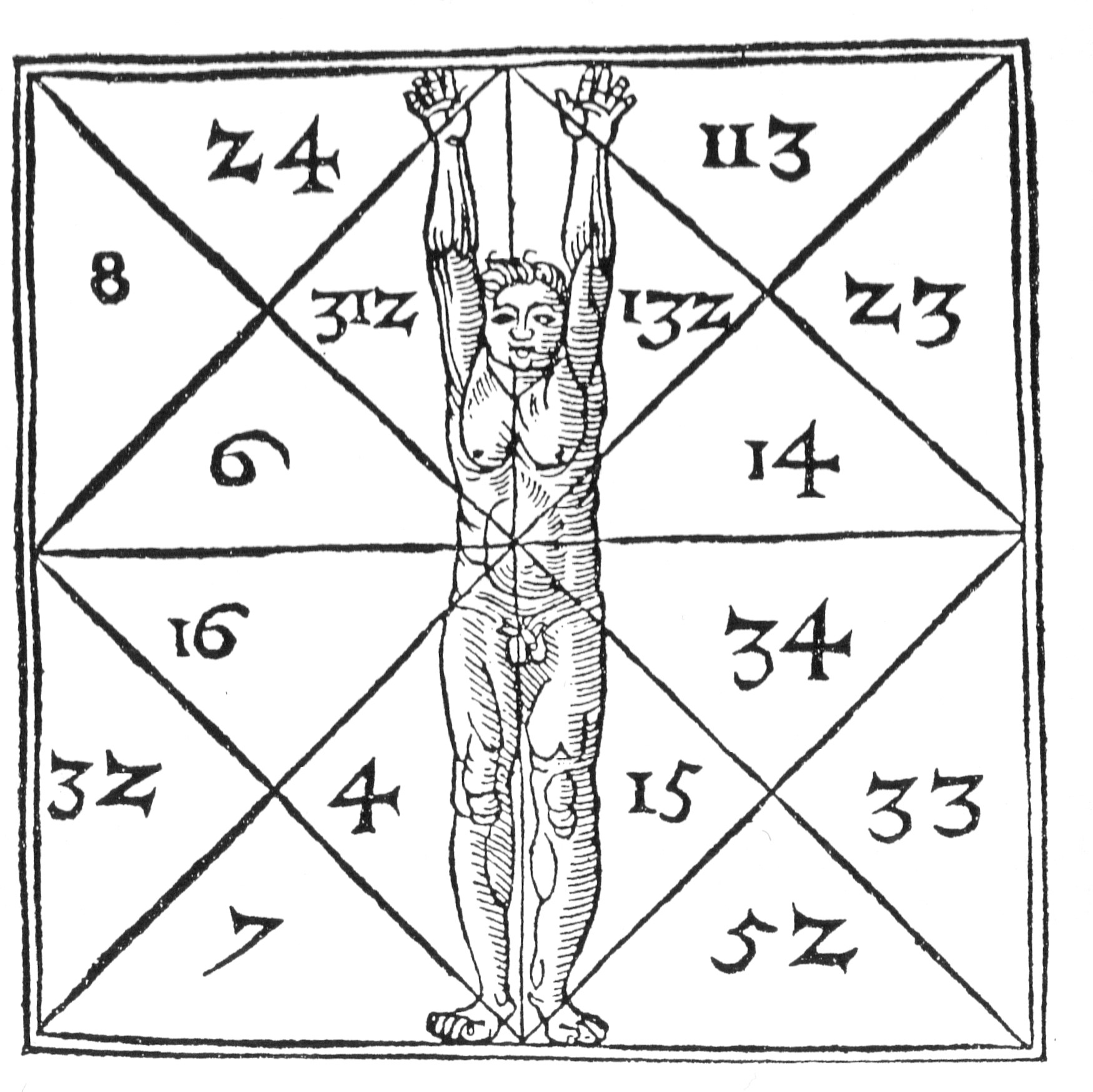
Illusztráció Agrippa von Nettesheim okkult német író, alkimista és csillagász De Occulta Philosophia című művéből

A numerológia vagy számmisztika számokkal foglalkozó ezoterikus rendszer. Alapvetése, hogy a számok nemcsak mennyiségi, hanem minőségi mutatóval is rendelkeznek. Manapság a numerológiát az áltudományok közé sorolják az asztrológiával és más ezoterikus tanokkal együtt.

## Eredete

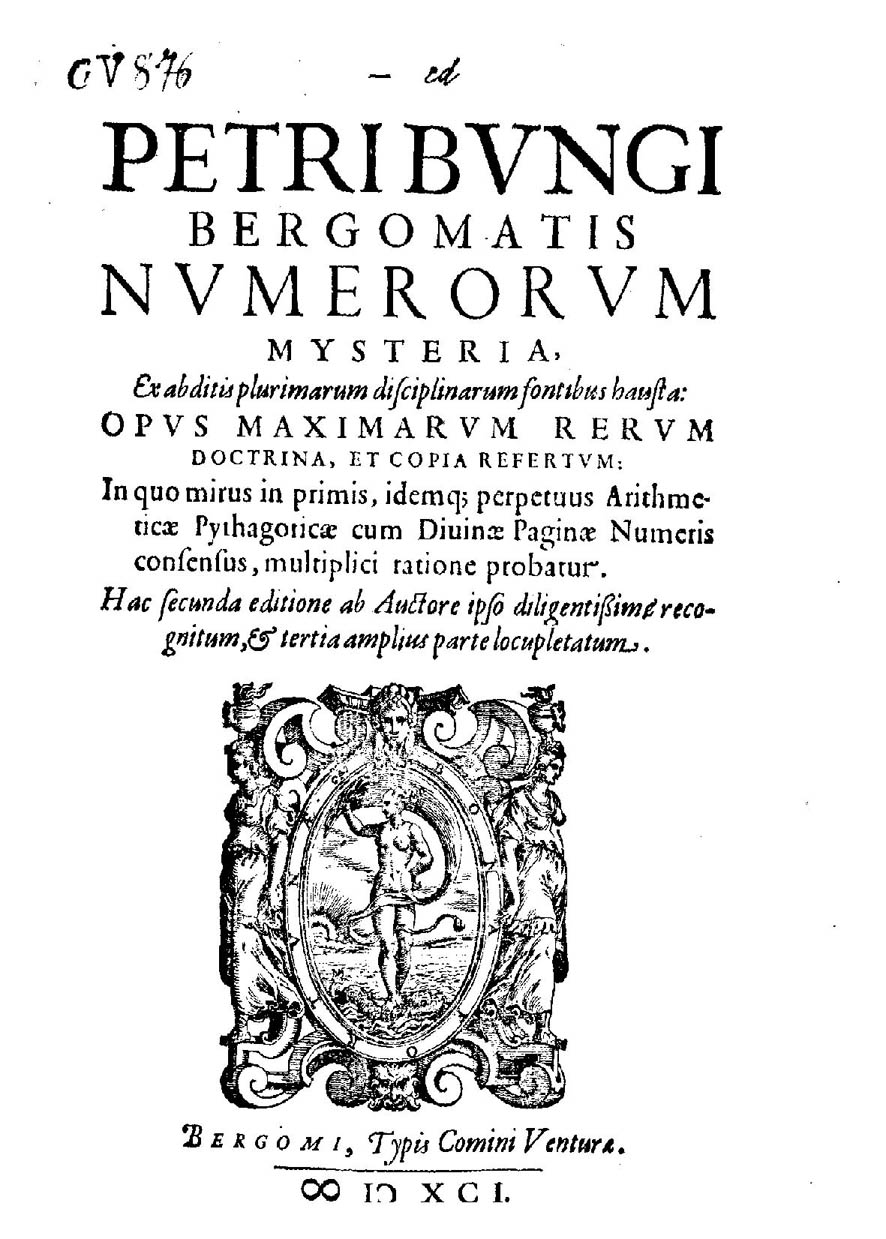
Pietro Bongo, Numerorum mysteria, 1591

A mai numerológiai nézetek Püthagoraszt jelölik történelmi kiindulópontként.
Hamvas Béla a következőképp ír:
Kétségtelen, hogy mint a bolygók keringését az égen, az emberek sorsát a földön a számok irányítják. Minden testnek, alaknak, formának, ábrának végső fokon valamely számviszony felel meg. Püthagorasz a számoknak a látható világban megjelenő viszonylatait kereste. Több olyan felfedezést tett, amely a matézis és a geometria közvetlen határán áll.
A numerológia egy a sok rendszer, tradíció vagy hit közül, mely a számok és a fizikai objektumok vagy élő dolgok közé állít misztikus/ezoterikus kapcsolatot.
A numerológia és az "isteni számvetés" népszerű volt a korai matematikusok között (ld. Püthagoraszt), de többé már nem tekintik a matematika részének és a modern tudósok pszeudomatematikaként kezelik.
A numerológia esete hasonló a asztrológia és asztronómia vagy az alkímia és kémia történeti kapcsolatához.

## Számok és bolygók
Az egyes számokat különböző égitestekhez társítják. Vannak számok, ahol ez a társítás iskolánként változik.
1. Nap
2. Hold
3. Merkúr
4. Föld
5. Jupiter
6. Vénusz
7. Neptunusz
8. Szaturnusz
9. Mars

A születési dátum számjegyeit egyjegyűre redukálva olyan számot kapunk, mely útmutatóul szolgál az életben vállalt feladat ellátásához, csakúgy, mint az asztrológia zodiákus jegyei. A módszer lényege a teozófiai számösszeadás, ami egészen addig adja össze a számjegyeket, ameddig az egyjegyű számot eredményez.
1977. 10. 27 → 1+9+7+7+1+0+2+7 = 34 → 3+4 = 7
Az ilyen módon a születési dátumból kapott szám 1 és 9 között lehet

## Számok jelentései az elemzés során
1. Kezdet, elindulás, cselekvés, vezetés, nyitottság, önállóság, győzelem, (uralom, akaratosság).
2. Együttműködés, társulás, mások szükségleteinek figyelembe vétele, türelem, intuíció, (félénkség, depresszió).
3. Kommunikatív személyiség, önkifejezés, vidámság, boldogság, önbizalom, optimizmus, (túlzások, kételyek).
4. Stabilitás, rend, gyakorlatiasság, szervezőkészség, szilárd alapok, (merevség, rugalmatlanság).
5. Újdonságok, változások, tanulás és tanítás, szabadság, kíváncsiság, (nyughatatlanság, türelmetlenség).
6. Harmónia, egyensúly, együttérzés, család, művészi érzék, egészség (makacsság, önfejűség).
7. Kutatás, intelligencia, mély lelki élet, spiritualitás, kedveli az egyedüllétet, (elzárkózás, rugalmatlanság)
8. Célok, siker, anyagiak, tekintély, határozottság, (anyagiasság, stresszes életvitel)
9. Önzetlenség, feltétel nélküli szeretet, szolgálat, önismeret, művészi érzék, (hullámzó kedély, birtoklás)

## Fajtái
- Névnumerológia (numerológia) : Az egyes betűkhöz van hozzárendelve egy-egy szám. Az így kapott értéket értelmezik és vonnak le következtetéseket. A betűk és a számok kapcsolata: 1. A, J, S 2. B, K, T 3. C, L, U 4. D, M, V 5. E, N, W 6. F, O, X 7. G, P, Y 8. H, Q, Z 9. I, R
- Többféle numerológiai számítási rendszer született és működik: Egyik ilyen a Püthagorasz-i :1: A, J, S 2: B, K, T 3: C, L, U 4: D, M, V 5: E, N, W 6: F, O, X 7: G, P, Y 8: H, Q, Z 9: I, R . a másik a Cheiró féle vagy más néven Chaldean magyarul Káldeus numerológia. Mely nem használja a 9 -es számot és csak 52 -ig számol. 1: A, I, J, Q, Y, 2: B, K, R, 3: C, G, L, S, 4: D, M, T, 5: E, H, N, X, 6: U, V, W, 7: O, Z, 8: F, P .[4]
- Napszám (személyiségszám): A nap sorszáma, mikor megszülettünk. Az élethez kapott energiákat mutatja.
- Sorsút szám: Ha összeadjuk a születési adatainkat, akkor az így kapott szám.
- Sorsszám: Ha a sorsútként kapott számot egyjegyűre redukáljuk. Ez a szám, amit meg kell valósítanunk.
- Személyes év kiszámítása: egy rendkívül hasznos számmisztikai segítő módszer, mert a segítségével könnyen és gyorsan meghatározhatjuk azt a fejlődési irányt és lehetőségeket, melyeket az elkövetkezendő év kínál számunkra. Kiszámítása: add össze a legutolsó születésnapod számjegyeit! Például: ha 1954. július (7. hó) 3-án születtél, az idei nyáron volt a 60. születésnapod. Ezzel a dátummal dolgozunk: 2014.07.03. Tehát az összeadandó számjegyek: 2+0+1+4+7+3= 17 ; 1+7= 8 A személyes év tehát a következő születésnapig a 8-as év.
- Napi számmisztika: megmutatja, hogy egy adott napon milyen energiák érvényesülnek és milyen lehetőségeket érdemes megragadnunk.

## Számmisztika és Tarot
1. Mágus (és a Kis Arkánum Ász lapjai)
2. Főpapnő (és a Kis Arkánum 2-es lapjai)
3. Uralkodónő (és a Kis Arkánum 3-as lapjai)
4. Uralkodó (és a Kis Arkánum 4-es lapjai)
5. Főpap (és a Kis Arkánum 5-ös lapjai)
6. Szeretők (és a Kis Arkánum 6-os lapjai)
7. Diadalszekér (és a Kis Arkánum 7-es lapjai)
8. Igazságosság (és a Kis Arkánum 8-as lapjai)
9. Remete (és a Kis Arkánum 9-es lapjai)
10. Szerencsekerék
11. Erő
12. Akasztott
13. Halál
14. Kiegyenlítődés
15. Ördög
16. Torony
17. Csillag
18. Hold
19. Nap
20. Végítélet
21. Világ
22. Bolond

### Magyarul
- Számmisztika és numerológia
- Cheiro: A számok titkai. Sorsunk a számmisztika tükrében; ford. Szalai Miklós; Édesvíz, Bp., 1991 (Titkos tanok sorozat)
- Norman Shine: Numerológia. A számok feltárják a személyiség mélységeit és a jövőt; ford. Kertész Balázs; Magyar Könyvklub, Bp., 1997
- Arman Sahihi: Óperzsa számmisztika. Az óperzsák számorákuluma; ford. Székesvári Mária; magánkiadás, Bp., 1999
- Erich Bischoff: Számmágia, számmisztika; ford. Nádassy László; Hermit, Onga, 2002
- B. A. Mertz: Számmágia – numerológia. Hogyan alkalmazzuk a numerológia titkait személyes boldogságunk érdekében, a bolygók új numeroszkópja segítségével; ford. Fejessné Rieger Piroska; Hermit, Miskolc, 2003
- Dagmar Haager: Numerológia és tarot lexikon; ford. Kássa László; Hermit, Miskolc, 2004
- Székelyhidi Ágnes: Kulcsszavak, okkult számok, spirituális és pszichológiai összefüggések; Bioenergetic, Bp., 2004 (Számmisztika)
- Doreen Virtue–Lynnette Brown: Angyali számok; ford. Domokos Áron; Édesvíz, Bp., 2005
- Leon Hardt: A számok mágiája a szerencsejátékban és az emberi sorsban; ford. Kecskés Anita; Hermit, Miskolc, 2005
- Nagy Károly: Bibliai számok örök üzenete. A Biblia matematikai módszertani kutatása; Stúdium, Kolozsvár, 2005
- Wilhelm Rosen: Gyakorlati numerológia. Kulcs az élet nagy kérdéseihez és apró problémáihoz. Önismereti játék a számokkal; ford. Volcz Dénes; Pythia, Onga, 2005
- Dawne Kovan: Numerológia; ford. Soós Emil; Scolar, Bp., 2006 (Titkok nélkül)
- Arnold Schwabe: Numerológia minden napra; ford. Ladányi Lóránt; Pythia, Onga, 2006
- Soror Splendor (K. Bényei Mária): Numerológia mindenkinek. A számok titkos üzenete; Pythia, Onga, 2006 (Kis ezotéria)
- Richard Webster: Kínai jóslás, számmisztika. A jólét és beteljesülés útja; ford. Tasi Júlia; Édesvíz, Bp., 2006
- Lynn Buess: Örök számmisztika. Újkori numerológia mesterszámokkal 11-99-ig; ford. Szabó Anna; Mandala-Veda, Bp., 2006
- Éliphas Lévi: A ragyogás könyve. Bevezetés a hermetikus hagyományba. A tarot, a kabbala, a számmágia és a szabadkőművesség belső misztériumai; ford. Kozma Mihály, Kássa László; Hermit, Miskolc, 2006
- Hajo Banzhaf: A számok szimbolikája és jelentése; ford. Makra Júlia; Bioenergetic, Bp., 2007
- Mit üzen a születésnapod? Horoszkóp, numerológia, tarot, perszonológia; Napraforgó, Bp., 2007
- Püthagorasz számmisztikája. Bevezetés a számmisztika rejtelmeibe; ford. Boros Tünde; Pythia, Onga, 2007
- Chian Zettnersan: A tao numerológiája. Sors és boldogság, egészség és siker a mágikus Lo Shu négyszögben. A teljes értelmezési rendszer; ford. Márton Ferenc; Bioenergetic, Bp., 2007
- Elmer Warner: Mágikus numerológia. A számok mágikus nyelvezete; ford. Császári Éva; Pythia, Onga, 2007
- Csíky Ildikó: Sorsunk a számokban. Numerológia. Az ember és a számok misztikus kapcsolata; 4. bőv. kiad; AB-art, Pozsony, 2008
- A gyógyító számok. Források és tanulmányok a számok szerepéről az antik gyógyászatban; szerk. Németh György; Lectum, Szeged, 2008
- Carmen D. Turnman: Népszerű numerológia; ford. Ladányi Lóránd; Pythia, Onga, 2008
- Szencsák Júlia–Rác Bordás Laura: Számmisztika; Szalay, Kisújszállás, 2008
- Alexander Rózsási: Sorsunk és a számjegyek; Hermit, Onga, 2009
- Berente Ági: Számmisztika és névmisztika; Vagabund, Kecskemét, 2010
- Eschwigné Varga Zsuzsanna: Atlantisz mágikus négyzete; Dorothy White Kft., Bp., 2010
- Grigorij Grabovoj Petrovics: A pszichológiai normalizálás számsorai; ford. Bolla Hajnal; Örökkévalóság Kft., Bp., 2014
- Grigorij Grabovoj Petrovics: A sikeres üzlethez vezető számok; EHL Development Kft., Nagytarcsa, 2015
- David A. Phillips: Számmisztika. Ezotéria mindenkinek; ford. Takács Zoltán; Édesvíz, Bp., 2015
- Grigorij Grabovoj Petrovics: Az élelmiszerek számsoros koncentrációja; EHL Development Kft., Nagytarcsa, 2015
- Burány András: Beszélnek a számok; Hermit, Onga, 2017
- Felhősi Éva: Családállítás számmisztikával; szerzői, Bp., 2017
- Mindennapi számmisztika. Gyakorlati útmutató sorsunk feltárására; szerk. Anna Southgate, ford. Pordány Katalin; Bioenergetic, Bp., 2018
- Schilling Péter: Karmikus számmisztika. Az emberi kapcsolatok kilenc karmikus leckéinek titka a születési dátumodban; Indigo Online Kft., Bp., 2019
- Leon Hardt: A számok mágiája. Sors és szerencse; ford. Kecskés Anita; Hermit, Miskolc, 2019
- Szeivolt István: Ki vagy te? Számok és betűk; Karizma, Bp., 2020
- Grigorij Grabovoj Petrovics: A pszichológiai normalizálás számsorai; ford. Bolla Hajnal; Örökkévalóság Kft., Bp., 2020
- Székelyhidi Ágnes: Számmisztika. Szülő-gyerek kapcsolatok a számok tükrében; Bioenergetic, Bp., 2020
- Viszlay Anita: A tizenegy titok. Sorsiránytű. Elmélkedés az együttérző kommunikációról a kölcsönös, jóságos egymásra hatás érdekében; szerzői, Eger, 2020